# Sławno (Łódź)
Sławno è un comune rurale polacco del distretto di Opoczno, nel voivodato di Łódź.
Ricopre una superficie di 128,45 km² e nel 2004 contava 7 454 abitanti.